# Tung Chee-Hwa
Tung Chee-Hwa (chinês:董建華; Xangai, 7 de julho de 1937) foi o primeiro Chefe do Executivo da Região Administrativa Especial de Hong Kong da República Popular da China.
Assumiu o posto de Chefe do Executivo em 1997, depois da entrega da soberania sobre Hong Kong do Reino Unido para a República Popular da China.
Devido à sua impopularidade (causada principalmente pela ineficiência governamental de resolver problemas, como por exemplo as dificuldades económicas e as doenças altamente contagiosas), foi substituído em 2005 por Donald Tsang.